# Himalmartensus
Himalmartensus – rodzaj pająka z rodziny sidliszowatych.
Rodzaj ten został opisany w 2008 roku przez Xin-Ping Wanga et Ming-Sheng Zhu, którzy gatunkiem typowym wyznaczyli H. martensi. Nazwa rodzajowa upamiętnia Jochena Martensa i nawiązuje do Himalajów.
Dla większości gatunków znane są tylko samice, jedynie u H. nandadevi opisano samca. Długość ciała samic wynosi od 8 do 10 mm. Karapaks mają rudobrązowy ze skąpo rozmieszczonymi, czarnymi, długimi szczecinkami. Ciemnobrązowa z ciemnym nakrapianiem opistosoma zaopatrzona jest w krótkie kądziołki przędne. Liczba ząbków zakrawędziowych i przedkrawędziowych na szczękoczułkach wynosi od 5 do 7. Chilum jest pojedyncze i niepodzielone. Nasady trichobotriów są gładkie. Rurki tchawek są proste. Na opsitosmie obecny jest stożeczek. Samice mają pętlowato owinięte wokół szypułek spermatek przewody kopulacyjne. Narządy kopulacyjne samca o prostej, niepodzielonej, lekko na wierzchołku skręconej i spiczastej apofizie goleniowej oraz  cienkim, biczykowatym i jednokrotnie zawiniętym na tegulum embolusie. Wystający z tegulum konduktor jest u podstawy długi i szeroki, dalej zwężający się ku dołowi i spiczasto zakończony.
Pająki znane z Nepalu i północnych Indii.
Należy tu 5 opisanych gatunków:
- Himalmartensus ausobskyi Wang et Zhu, 2008
- Himalmartensus martensi Wang et Zhu, 2008
- Himalmartensus mussooriensis (Biswas et Roy, 2008)
- Himalmartensus nandadevi Quasin, Siliwal et Uniyal, 2015
- Himalmartensus nepalensis Wang et Zhu, 2008